# Uromys
Uromys és un gènere de rosegadors de la família dels múrids. Les espècies d'aquest grup són oriündes de Melanèsia i Austràlia. Tenen una llargada de cap a gropa de 20-34 cm, la cua de 23-38 cm i un pes de 350-1.020 g. El pelatge és curt i sovint bast. S'alimenten de núcules, fruita i flors. La majoria d'espècies d'aquest gènere són arborícoles.